# بحيرة وايت بير

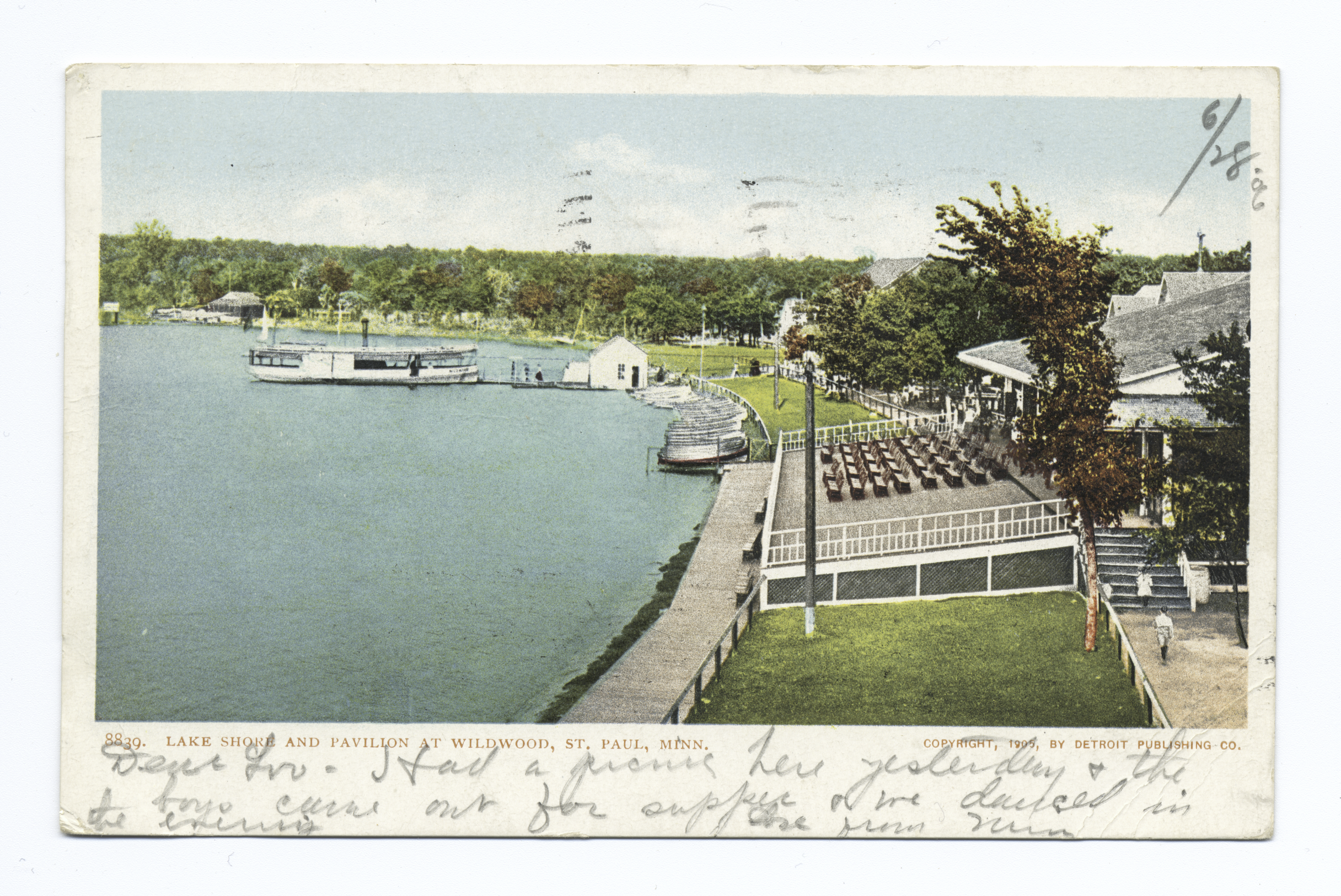
صورة لبحيرة وايت بير

بحيرة وايت بير (بالإنجليزية: White Bear Lake)‏ هي بحيرة في شمال شرق مقاطعة رامسي وغرب مقاطعة واشنطن في الولايات المتحدة من ولاية مينيسوتا في الجزء الشمالي الشرقي من منطقة مينيابوليس-سانت بول منطقة العاصمة. مدينة وايت بير ليك تأخذ اسمها من البحيرة.